# Купновицька сільська рада
Купновицька сільська рада — орган місцевого самоврядування у Самбірському районі Львівської області. Адміністративний центр — село Купновичі.

## Загальні відомості
Купновицька сільська рада утворена в лютому 1940 року.

## Населені пункти
Сільській раді підпорядковані населені пункти:
- с. Купновичі
- с. Ваньковичі
- с. Нижнє

## Склад ради
Рада складається з 12 депутатів та голови.

### Керівний склад ради
| ПІБ                              | Основні відомості                                                 | Дата обрання | Дата звільнення |
| -------------------------------- | ----------------------------------------------------------------- | ------------ | --------------- |
| Самардак Володимир Володимирович | Сільський голова, 1964 року народження, освіта вища, безпартійний | 26.03.2006   | 31.10.2010      |
| Самардак Володимир Володимирович | Сільський голова, 1964 року народження, освіта вища, безпартійний | 31.10.2010   |                 |

Примітка: таблиця складена за даними джерела